# دنیز یوجل
دنیز یوجل (انگلیسی: Deniz Yücel؛ تلفظ ترکی استانبولی: [deˈniz jyˈdʒæl]؛ زادهٔ ۱۰ سپتامبر ۱۹۷۳) روزنامه‌نگار و ناشر آلمانی ترک‌تبار است. یوجل با بسیاری از نشریات آلمانی همکاری داشته‌است: از جملهٔ آن‌ها دی ولت و دی تاگس‌تسایتونگ.

## اتهام جاسوسی و حبس
دولت ترکیه بارها یوجل را به جاسوسی برای آژانس اطلاعات فدرال، برای حمایت از جنبش گولن و پ‌ک‌ک که دولت ترکیه آن‌ها را تروریستی می‌نامد، متهم کرده‌است. دولت ترکیه بعدتر مدعی شد که یوجل به این دو گروه برای ترویج خشونت در ترکیه کمک کرده‌است.
در یک سخنرانی در سال ۲۰۱۷، رئیس‌جمهور ترکیه رجب طیب اردوغان اعلام کرد که «یوجل جاسوس است، نه یک خبرنگار».
در ۱۴ فوریه ۲۰۱۷، یوجل به‌طور رسمی توسط دادگاهی در ترکیه تحت تعقیب قرار گرفت و به جرم جاسوسی زندانی شد.
محکومیت او به‌طور گسترده‌ای توسط روزنامه‌نگاران، سیاستمداران و مردم آلمان مورد انتقاد گرفت. زیگمار گابریل، وزیر امور خارجه آلمان، فوراً سفیر ترکیه را برای اعتراض به محکومیت یوجل فراخواند. در ۱۶ فوریه ۲۰۱۸ پس از بیش از یک سال حبس، یوجل از زندان آزاد شد.
یوجل در زمان حبس خود در آلمان از حمایت عمومی خوبی برخوردار بود. هشتگ توئیتری #FreeDeniz فعال و محبوب بود. روزنامهٔ آلمانی دی ولت، که یوجل خبرنگار آن است، پیشنهاد ارسال نامهٔ حمایت‌آمیز برای این روزنامه‌نگار داده بود. این روزنامه همچنین نشانی زندان یوجل در ترکیه را منتشر کرد و پیشنهاد کرد که نامه‌های نوشته‌شده به ترکی استانبولی مستقیماً به سلول زندان این روزنامه‌نگار فرستاده شود.